# Williams FW10
Williams FW10 (Frank Williams 10. vůz) byl monopost Formule 1 stáje Williams vyrobený pro sezónu 1985.
FW10 byl první vůz Williamsu vyrobený z uhlíkových vláken. Konstruktéři Patrick Head a Neil Oatley tak po předchozích neúspěšných sezónách opustili hliníkové karoserie a přešli na technologii rozpracovanou stájí McLaren. Vůz používal velmi výkonný motor dodaný Hondou. Takto sestavený vůz měl mít ambice na co nejvyšší umístění, v průběhu závodů se ukázalo, že slabinou motoru je jeho spolehlivost, což prakticky odepsalo ambice Williamsu v této sezóně. Trochu smůlou byly i dvě nehody Nigel Mansella v šestém a sedmém (Grand Prix USA resp. Francie) závodě seriálu.
První část sezóny dopadla pro Williams velmi špatně a jezdci Keke Rosberg a Nigel Mansell prakticky nebodovali. Síla motoru se v kombinaci se samonosnou karoserií ukázala jako těžko ovladatelná především na mokrém okruhu. Ve druhé části se podařilo pilotům zlepšit techniku jízdy a doladit nastavení, což vedlo k výraznému zlepšení, které nakonec Williamsu stačilo na třetí místo v poháru konstruktérů.
Tento model sice nesplnil očekávání, ale byl důležitým krokem k FW11, který ve dvou následujících sezónách patřil k nejlepším vozům na okruhu.

## Technické parametry
- Model: Williams FW10
- Rok výroby: 1985
- Země původu: Spojené království
- Konstruktér: Patrick Head a Neil Oatley
- Debut v F1: Grand Prix Brazílie 1985
- Motor: Honda RA 163E
  - V6 80°
  - Objem: 1477 cc
  - Vstřikování: Honda
  - Palivový systém: Honda PGMF1
  - Palivo: Mobil
  - Výkon: 900 kW/11 400 otáček
- Převodovka: Williams/Hewland 5stupňová
- Pneumatiky: Goodyear
- Hmotnost: 540 kg

## Piloti
- Nigel Mansell
- Keke Rosberg

### Statistika
- 16 Grand Prix
- 4 vítězství
- 3 pole positions
- 71 bodů
- 8 × podium

## Kompletní výsledky ve formuli 1
| Legenda k tabulce | Legenda k tabulce                                                                       |
| Barva             | Výsledek                                                                                |
| ----------------- | --------------------------------------------------------------------------------------- |
| Zlatá             | Vítěz                                                                                   |
| Stříbrná          | 2. místo                                                                                |
| Bronzová          | 3. místo                                                                                |
| Zelená            | Bodované umístění                                                                       |
| Modrá             | Nebodované umístění                                                                     |
| Modrá             | Dokončil neklasifikován (NC)                                                            |
| Fialová           | Odstoupil (Ret)                                                                         |
| Červená           | Nekvalifikoval se (DNQ)                                                                 |
| Červená           | Nepředkvalifikoval se (DNPQ)                                                            |
| Černá             | Diskvalifikován (DSQ)                                                                   |
| Bílá              | Nestartoval (DNS)                                                                       |
| Bílá              | Závod zrušen (C)                                                                        |
| Světle modrá      | Pouze trénoval (PO)                                                                     |
| Světle modrá      | Páteční testovací jezdec (TD)                                                           |
| Bez barvy         | Netrénoval (DNP)                                                                        |
| Bez barvy         | Vyřazen (EX)                                                                            |
| Bez barvy         | Nepřijel (DNA)                                                                          |
| Bez barvy         | Odvolal účast (WD)                                                                      |
| Bez barvy         | Nezúčastnil se (prázdné)                                                                |
| Označení          | Význam                                                                                  |
| Tučnost           | Pole position                                                                           |
| Kurzíva           | Nejrychlejší kolo                                                                       |
| †                 | Jezdec nedojel do cíle, ale byl klasifikován, protože odjel více než 90 % délky závodu. |
| ‡                 | Byl udělován poloviční počet bodů, protože bylo odjeto méně než 75 % délky závodu.      |
| Horní index       | Umístění bodujících jezdců ve sprintu                                                   |

| Rok  | Šasi     | Motor              | Pneu | Jezdci        | 1   | 2   | 3   | 4   | 5   | 6   | 7   | 8   | 9   | 10  | 11  | 12  | 13  | 14  | 15  | 16  | Body | Umístění |
| ---- | -------- | ------------------ | ---- | ------------- | --- | --- | --- | --- | --- | --- | --- | --- | --- | --- | --- | --- | --- | --- | --- | --- | ---- | -------- |
| 1985 | Williams | Honda RA 163E V6 T | G    |               | BRA | POR | SMA | MON | KAN | USA | FRA | GB  | NĚM | RAK | HOL | ITA | BEL | EUR | JAR | AUS | 71   | 3. místo |
| 1985 | Williams | Honda RA 163E V6 T | G    | Nigel Mansell | Ret | 5   | 5   | 7   | 6   | Ret | DNS | Ret | 6   | Ret | 6   | 11  | 2   | 1   | 1   | Ret | 71   | 3. místo |
| 1985 | Williams | Honda RA 163E V6 T | G    | Keke Rosberg  | Ret | Ret | Ret | 8   | 4   | 1   | 2   | Ret | 12  | Ret | Ret | Ret | 4   | 3   | 2   | 1   | 71   | 3. místo |